# Base aérienne 292 Toulouse L'Hers
La Base aérienne 292 Toulouse L'Hers est une base aérienne de l'Armée de l'air française sur le territoire de la commune de Toulouse à Balma, en activité entre le 1er mars 1966 et le 18 décembre 1992. Elle est associée pendant cette période à l'établissement logistique du commissariat de l'air de Balma.

## Historique
Si la base aérienne 292 a fonctionné pendant 25 ans, du milieu des années soixante au début des années quatre-vingt-dix, l'établissement ravitailleur du commissariat de l'air de Balma qui lui était associé a une histoire qui s'étale sur une durée deux fois plus longue. 
Situé au 61 rue Saint-Jean à Balma au lieu-dit « La Grainerie », ce centre logistique qui a fonctionné pendant cinquante ans, de 1952 à 2002, a été le seul établissement du commissariat de l’air construit dès le départ pour faire fonction d'entrepôt d’habillement.
Il a porté au cours de son existence six appellations différentes.
Seules trois d'entre elles, BA 292 / ECCA 799, ERCA 783 et ETCA 783 concernent la période d'activité de la BA 292.
De 1952 à 1954, il se nomme Magasin central d’habillement (MCH 799).
De 1954 à 1966, Établissement central du commissariat de l’air (ECCA 799).
Son éloignement de sa première base de rattachement, la  base aérienne 101 de Toulouse-Francazal, pose un problème, ce qui amène à créer la BA 292 à proximité du centre logistique.
À partir de la création de la BA 292 en 1966 et jusqu'en 1978, l'établissement logistique s'appelle Base aérienne de Toulouse l’Hers, Établissement central du commissariat de l’air (BA 292 / ECCA 799).
Une adresse commune est donnée pour la base aérienne et le centre logistique :
Base aérienne N°292 - L'Hers et E.C.C.A. - 31 Balma.
Les deux établissements portent la même insigne.
De 1978 à 1991, le centre logistique se nomme Établissement ravitailleur du commissariat de l’air (ERCA 783).
De 1991 à 1999, Établissement du commissariat de l’air (ETCA 783).
La BA 292 est dissoute en 1992.
À partir de 1999  et jusqu’à sa dissolution définitive le 31 août 2002, le magasin de ravitaillement s'appelle Établissement logistique du commissariat de l’air (ELCA 783).

## Liste des commandants de la BA 292
- Commissaire Colonel Bitouzet 1964-1968
- Commissaire Colonel Monney 1969-1971
- Commissaire Colonel Viviani 1971-1973
- Colonel Guipaud 1973-1978
- Commissaire Colonel Faure 1978-1980
- Commissaire Colonel Duchêne 1980-1983
- Commissaire Colonel Courdouan 1983-1986
- Commissaire Colonel Beyssier 1986-1988
- Commissaire Colonel Orgias-Manzoni 1988-1990
- Commissaire Colonel Beaulaton 1990- 1993[1]

## Dissolution
À la dissolution de l’ELCA 783 en 2002, la majeure partie des lieux est récupérée par la DGA, soit 4 magasins de 3600 m2, le mess, les bâtiments logement, les ateliers et la villa du pompier. Les autres bâtiments sont détruits (PC, villa du directeur, garage, recette-expédition et 2 magasins). 
Seul un magasin, celui du bâtiment 4, est repris par la collectivité Toulouse -Métropole et transformé en 2010 en lieu de création circassien sous le nom La Grainerie, fabrique des arts du cirque et de l’itinérance .
Une plaque commémorative a été apposée sur ce bâtiment le 15 septembre 2018 pour rappeler l'existence de 1952 à 2002 de l'Établissement de Logistique du Commissariat de l'Air ELCA 783 ainsi que de la base aérienne 292.